# کاروانسرای معین‌التجار
کاروانسرای معین‌التجار یا سرای معین التجار یکی از بناهای بافت قدیم اهواز که قدمت آن به اواخر دوره قاجاریه بازمی‌گردد. این بنا در سال ۱۳۰۶ هجری قمری توسط بازرگان بوشهری حاج محمد تقی معین التجار و با همکاری محمد حسن خان سعدالدوله کنار پل سفید و مشرف به ساحل رودخانه کارون ساخته شده است.
پس از آنکه ناصرالدین شاه عبور و مرور کشتی‌های بیگانه را در کارون آزاد ساخت حاج محمد تقی معین التجار تصمیم به ساخت این بنا در قسمت شمالی کارون گرفت.